# Hayden Panettiere
Hayden Lesley Panettiere (Palisades, Nueva York, 21 de agosto de 1989) es una actriz, cantante y modelo estadounidense, conocida por haber interpretado a Claire Bennet en la serie de TV, Héroes, Kirby Reed en la franquicia de terror Scream y Juliette Barnes en Nashville.

## Biografía
Nació en Palisades, Nueva York, el 21 de agosto de 1989. Es hija de Alan Lee "Skip" Panettiere, un capitán de bomberos, y de Lesley R. Vogel, exactriz de telenovelas. Tiene ascendencia italiana, inglesa y alemana. Tenía un hermano menor, el también actor Jansen Panettiere, fallecido en 2023. La familia de su madre vive en Indiana.
Después de que Panettiere asistiese a la Escuela Secundaria South Orangetown en Nueva York, fue educada en casa desde el noveno grado hasta la terminación de la escuela secundaria.

## Carrera

### Como actriz
Comenzó rodando varios spots publicitarios a la edad de 11 meses, siendo el primero de ellos uno de un tren de juguete Playskool. Más adelante, consiguió un papel como Sarah Roberts en la telenovela de ABC, Una vida para vivir (One Life To Live) entre 1994 y 1997; posteriormente encarnó a la niña Lizzie Spaulding en la telenovela de CBS La luz de guía (Guiding Light) entre 1997 y 2001, cuando aún contaba con solo 8 años de edad. En La luz de guía, el personaje padece Leucemia. Su interpretación recibió una concesión especial del reconocimiento de la sociedad de la leucemia y del Linfoma, por ayudar a concienciar al gran público de la importancia de la enfermedad y difundir su existencia.
Panettiere interpretó el personaje de Claire Bennet en la serie Héroes de la NBC, donde interpretaba a una animadora de un instituto de secundaria con un poder especial que le permitía regenerarse. Gracias a su papel en la serie, se ha convertido en una invitada regular en el circuito de convenciones de Ciencia ficción, asistiendo a numerosas convenciones populares en 2007 en diferentes países, incluyendo la Gen Con, la New York Comic Con y la Fan Expo Canadá. Con respecto a los papeles que ha interpretado, Hayden admite que a veces las opciones son limitadas porque la gente la mira como «la típica animadora de pelo rubio».

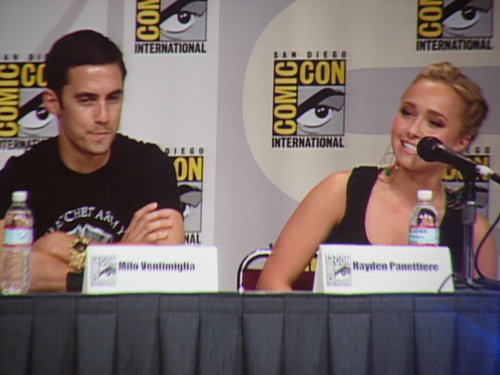
Panettiere, con su coestrella de Héroes, Milo Ventimiglia

Ha aparecido en varios largometrajes, así como varias películas para TV. Interpretó la voz de Dot en la película de Pixar y Disney A Bug's Life. Además, tenía el papel en el videojuego Kingdom Hearts como la voz de Kairi. También apareció en la famosa serie de Fox, Ally McBeal, como la hija de la protagonista, y en Malcolm, interpretando a Jessica, un personaje recurrente en la serie. También apareció en la serie Law & Order e interpretó a Sheryl Yoast en la película Remember the Titans. Hayden apareció otra vez como animadora en la película Bring It On: All or Nothing (título en español, Triunfos Robados 3: Todo o nada). También apareció en el cine en Ice Princess como Gennifer "Gen" Harwood, junto a Michelle Trachtenberg quien interpretó el papel de Casey Carlyle.
Más adelante haría la película dramática Fireflies in the Garden como la versión joven del personaje de Emily Watson, Jane Lawrence. Coincidentemente, George Newbern, que interpretó a Sephiroth en Kingdom Hearts II (junto a Panettiere y Hudgens) y en Final Fantasy VII: Los Niños del Advenimiento, también apareció en la película. En junio de 2007, Hayden firmó contrato con la agencia de representantes William Morris Agency, habiendo sido previamente representada por United Talent Agency. El 15 de abril de 2011 se estrenó Scream 4, en donde interpreta a Kirby Reed, trabajando además, junto a Neve Campbell, David Arquette Courteney Cox y Emma Roberts
El 29 de abril de 2011 se estrenó Hoodwinked Too! Hood vs. Evil, junto con Glenn Close, Patrick Warburton, Andy Dick, Cory Edwards, Martin Short, David Ogden Stiers, Bill Hader y Amy Poehler, donde Hayden interpreta a Caperucita Roja, sustituyendo a Anne Hathaway.
En julio de 2012, fue lanzado directamente a DVD el drama The Forger junto a Josh Hutcherson, donde ella interpreta a Amber. Y próximamente tiene previsto comenzar a rodar el thriller Over The Wall, junto a Freddy Rodríguez y Melissa Leo. Además, Panettiere pretende participar en la película de terror adolescente Downers Grove con Lucy Hale, Nikki Reed y Rebecca De Mornay. En el año 2015 hizo una aparición como protagonista del videojuego Until Dawn (PS4) dando su voz y actuación.
El 10 de octubre de 2012 se presentó el episodio piloto de la serie Nashville, donde Hayden interpreta a Juliette Barnes, una cantante de Nashville que intenta conquistar el trono de "Reina de la música Country" de su rival Rayna Jaymes. 
El 10 de marzo de 2023, vuelve a interpreta a Kirby Reed en Scream 6, junto a Courteney Cox, Dermot Mulroney, Skeet Ulrich, Jasmin Savoy Brown, Mason Gooding, Jenna Ortega y Melissa Barrera.

### Como cantante

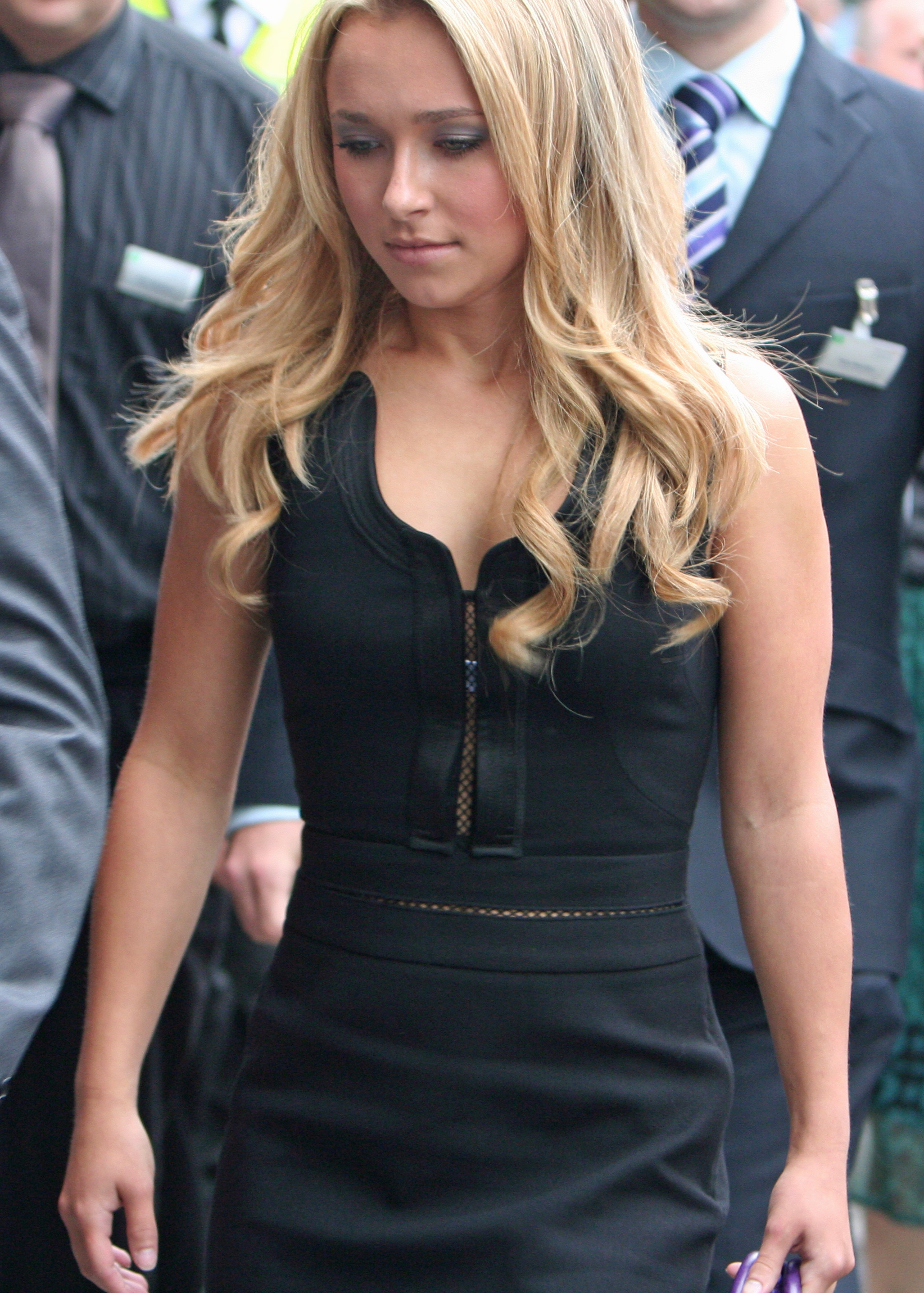
Panettiere en Londres, 2007

Panettiere fue nominada para un Grammy en 1999 por el mejor álbum infantil por Bichos (2000). Hayden, estaba trabajando en su álbum debut, que fue planeado originalmente para lanzarse a la venta el 8 de mayo de 2007. El CD, sin embargo, se ha retrasado varias veces. Primero se atrasó hasta agosto y luego hasta diciembre. Entertainment Weekly confirmó más adelante, que el álbum al final sería lanzado en 2008. Lanzó un primer sencillo "Wake Up Call" que incluyó un videoclip promocional siendo rostro de Candie's. Este videoclip cuenta con la participación del famoso actor Sebastian Stan, pero el disco debut nunca ha visto la luz hasta la fecha. Panettiere cantó para la banda sonora de Triunfos Robados 3: Todo o Nada con Solange Knowles, la canción era "Your New Girlfriend"; aún sigue siendo desconocido si el video fue filmado. Panettiere también grabó una canción titulada "Try" para la película, Un puente hacia Terabithia. También participó en el final de la película La cenicienta 3: Un giro en el tiempo, con la balada "I Still Believe"; entre otras canciones para bandas sonoras. En septiembre de 2010, aceptó la realización de un mix, con el desconocido Dj, Thierry Leveque, de France, del género Trance, con los temas "New your girlfriend" y "The same", publicando su nuevo disco en enero de 2010, tanto del Dj como de Hayden.
Hayden aparece en los diversos discos de la banda sonora de Nashville (serie de televisión) de las 5 temporadas.

## Activismo ecologista en Japón
El 31 de octubre de 2007, Panettiere estuvo implicada en un enfrentamiento violento con pescadores japoneses, cuando intentó interrumpir la caza anual de delfines, en Taiji, Wakayama. 
Panettiere se enfrentó a ellos subida en una tabla de surf, acompañada de otros protestantes de Australia y Estados Unidos, entre ellos la actriz Isabel Lucas, con el fin de evitar que atraparan y cazaran un banco de delfines, pero fueron interceptados por los pescadores antes de lograrlo. Los pescadores emplearon sus propulsores para evitar que los surfistas se acercaran y así obligarlos a volver a la playa, desde donde fueron llevados al aeropuerto de Osaka y sacados del país para evitar que fueran detenidos por la policía japonesa. Este acto fue considerado por algunos japoneses, como un ataque hacia su cultura y, según la unión cooperativa de la industria pesquera de Taiji, los manifestantes "tergiversan los hechos sobre esta industria pesquera". Por su parte, Hayden exige que se prohíba la caza de delfines en Japón.
En noviembre de 2007, el grupo por los derechos de los animales PETA concedió un premio, "La Compasión en Acción", a Hayden Panettiere, por sus esfuerzos para evitar la caza del delfín en Japón. (Ver página de PETA).

## Vida personal
En 2009 comenzó una relación con el boxeador ucraniano Wladimir Klitschko pero en mayo de 2011, decidieron poner fin a su relación. Wladimir se expresó: "Vivir una relación entre dos continentes es difícil", mientras que Hayden comentó: "Pese a nuestra separación, aún nos respetamos y vamos a continuar siendo amigos".
Panettiere confirmó que había reanudado su relación con Klitschko en una entrevista en abril de 2013. En octubre de 2013, anunciaron su compromiso. El 9 de diciembre de 2014 Panettiere y Klitschko fueron padres de una niña.

## Filmografía

### Cine
| Año  | Título                                | Personaje                                                    | Notas                                     |
| ---- | ------------------------------------- | ------------------------------------------------------------ | ----------------------------------------- |
| 1996 | How Do You Spell God?                 |                                                              | Película para televisión                  |
| 1998 | A Bug's Life                          | Dot                                                          | Voz                                       |
| 1998 | The Object of My Affection            | Sirena                                                       | Debut en una película de acción real      |
| 1999 | Message in a Bottle                   | Chica en un bote que se está hundiendo                       |                                           |
| 1999 | If You Believe                        | Joven Susan 'Suzie' Stone y Alice Stone, la sobrina de Susan |                                           |
| 2000 | Dinosaurio                            | Suri                                                         | Voz                                       |
| 2000 | Remember the Titans                   | Sheryl Yoast                                                 |                                           |
| 2001 | Joe Somebody                          | Natalie Scheffer                                             |                                           |
| 2001 | Chestnut Hill                         | Molly Eastman                                                | Película para televisión                  |
| 2001 | El misterio del collar                | Joven Jeanne de Valois-Saint-Rémy                            |                                           |
| 2003 | Normal                                | Patty Ann Applewood                                          | Película para televisión                  |
| 2004 | The Dust Factory                      | Melanie Lewis                                                |                                           |
| 2004 | Raising Helen                         | Audrey Davis                                                 |                                           |
| 2004 | Tiger Cruise                          | Maddie Dolan                                                 |                                           |
| 2005 | Racing stripes                        | Channing Walsh                                               |                                           |
| 2005 | Lies My Mother Told Me                | Haylei Sims                                                  | Película para televisión                  |
| 2005 | Ice Princess                          | Gennifer "Gen" Harwood                                       |                                           |
| 2006 | Bring It On: All or Nothing           | Britney Allen                                                |                                           |
| 2006 | The Architect                         | Christina Waters                                             |                                           |
| 2006 | Mr. Gibb                              | Allyson 'Ally' Palmer                                        | Lanzada en DVD como The Good Student      |
| 2007 | Shanghai Kiss                         | Adelaide Bourbon                                             |                                           |
| 2007 | Diary of a New Girl                   | Hannah Rochelle                                              | Voz                                       |
| 2008 | Fireflies in the Garden               | Joven Jane Lawrence                                          | Lanzada en Estados Unidos en 2011         |
| 2008 | Scooby-Doo and the Goblin King        | Princesa Hada del Sauce                                      | Voz                                       |
| 2009 | I Love You, Beth Cooper               | Beth Cooper                                                  |                                           |
| 2009 | The Cove                              | Ella misma                                                   | Documental                                |
| 2010 | Alpha and Omega                       | Kate                                                         | Voz                                       |
| 2011 | Scream 4                              | Kirby Reed                                                   |                                           |
| 2011 | Hoodwinked Too! Hood vs. Evil         | Caperucita Roja                                              | Voz; filmada en 2009                      |
| 2011 | Amanda Knox: Murder on Trial in Italy | Amanda Knox                                                  | Película de Lifetime Televisión           |
| 2012 | The Forger                            | Amber                                                        | Filmada en 2009                           |
| 2013 | Over the Wall                         | Billy Jean                                                   |                                           |
| 2022 | Scream                                | Fotografía y Voz (fiesta)                                    | Acreditado como "Agradecimiento especial" |
| 2023 | Scream VI                             | Kirby Reed                                                   |                                           |

### Series de televisión
| Año       | Título                            | Personaje                        | Notas                  |
| --------- | --------------------------------- | -------------------------------- | ---------------------- |
| 1994-1997 | One Life to Live                  | Sarah Victoria 'Flash' Roberts   | 25 episodios           |
| 1996      | Aliens in the Family              | Niña                             | 1 episodio             |
| 1997      | Unhappily Ever After              | Niña                             | 1 episodio             |
| 1998-2000 | Guiding Light                     | Elizabeth 'Lizzie' Spaulding     | 41 episodios           |
| 1998      | A Will of their Own               | Hayden                           | 1 episodio (Miniserie) |
| 1999      | Touched by an Angel               | Diana                            | 1 episodio             |
| 2001-2002 | Ally McBeal                       | Maddie Harrington                | 12 episodios           |
| 2001      | Law & Order: Special Victims Unit | Ashley                           | 1 episodio             |
| 2003-2005 | Malcolm in the middle             | Jessica                          | 4 episodios            |
| 2004      | Fillmore!                         | Yumi                             | 1 episodio (Voz)       |
| 2005      | Law & Order: Special Victims Unit | Angela Agnelli                   | 1 episodio             |
| 2006      | Commander in Chief                | Stacy                            | 1 episodio             |
| 2006      | Skater Boys                       | Kassidy Parker No.2              | 1 episodio             |
| 2006-2010 | Héroes                            | Claire Bennet                    | 74 episodios           |
| 2007      | Robot Chicken                     | Cheetara, Ramona y Hermana       | 1 episodio (Voz)       |
| 2010      | American Dad                      | Ashley                           | 1 episodio (Voz)       |
| 2012      | Punk'd                            | Ella misma / Anfitriona invitada | 1 episodio             |
| 2012-2018 | Nashville                         | Juliette Barnes                  |                        |

### Videojuegos
| Año  | Título                                 | Personaje                 | Notas                               |
| ---- | -------------------------------------- | ------------------------- | ----------------------------------- |
| 2002 | Kingdom Hearts                         | Kairi                     | Voz                                 |
| 2006 | Kingdom Hearts II                      | Kairi                     | Voz                                 |
| 2010 | Kingdom Hearts Birth by Sleep          | Kairi                     | Voz                                 |
| 2012 | Kingdom Hearts 3D: Dream Drop Distance | Xion                      | Voz                                 |
| 2015 | Until Dawn                             | Samantha ''Sam'' Giddings | Voz y rasgos faciales del personaje |

## Premios y nominaciones
| Año  | Trabajo nominado    | Premio                                   | Categoría                                                                                      | Resultado |
| ---- | ------------------- | ---------------------------------------- | ---------------------------------------------------------------------------------------------- | --------- |
| 1998 | A Bug's Life        | Premios Young Artist                     | Mejor actuación de voz en off en un personaje o televisión – Mejor actriz joven                | Nominada  |
| 1999 | If You Believe      | Premios Young Artist                     | Mejor actuación en una película para televisión o piloto – Actriz joven de 10 años o menos     | Nominada  |
| 2000 | Guiding Light       | YoungStar Award                          | Mejor actriz joven/Actuación en una serie de televisión diurna                                 | Nominada  |
| 2000 | Dinosaurio          | Las Vegas Film Critics Society Awards    | Joven en una película                                                                          | Nominada  |
| 2000 | Dinosaurio          | YoungStar Award                          | Mejor talento voz en off joven                                                                 | Nominada  |
| 2000 | Remember the Titans | Phoenix Film Critics Society Award       | Mejor actuación por una joven en un papel principal o de apoyo                                 | Nominada  |
| 2000 | Remember the Titans | Las Vegas Film Critics Society Awards    | Joven en una película                                                                          | Nominada  |
| 2001 | Remember the Titans | Premios Young Artist                     | Mejor actuación en un largometraje – Joven actriz de reparto                                   | Ganadora  |
| 2001 | Joe Somebody        | Premios Young Artist                     | Mejor actuación en un largometraje – Actriz principal joven                                    | Nominada  |
| 2004 | Tiger Cruise        | Premios Young Artist                     | Mejor actuación en una película para televisión, miniserie o especial – Actriz principal joven | Nominada  |
| 2005 | Ice Princess        | Teen Film/TV Series International Awards | Mejor actriz de película, papel de apoyo                                                       | Ganadora  |
| 2005 | Ice Princess        | Teen Film/TV Series International Awards | Destacado reparto para una película (compartido con el reparto)                                | Ganadora  |
| 2005 | Ice Princess        | Teen Film/TV Series International Awards | Destacado reparto para una película cómica o dramática (compartido con el reparto)             | Ganadora  |
| 2005 | Ice Princess        | Teen Film/TV Series International Awards | Mejor actriz de comedia o drama en un papel de apoyo                                           | Nominada  |
| 2006 | Héroes              | Premios Young Artist                     | Mejor actuación en una serie de televisión (Comedia o drama) – Actriz principal                | Ganadora  |
| 2007 | Shanghai Kiss       | Newport Beach Film Festival              | Premio a la actuación en un largometraje                                                       | Ganadora  |
| 2007 | Héroes              | Premios Saturn                           | Mejor actriz en un papel principal en una serie de televisión                                  | Ganadora  |
| 2007 | Héroes              | Teen Choice Awards                       | Actriz de televisión: Drama                                                                    | Ganadora  |
| 2007 | Ella misma          | Vail Film Festival                       | Premio a la estrella emergente                                                                 | Ganadora  |
| 2007 | Héroes              | Teen Choice Awards                       | Televisión: Revelación                                                                         | Nominada  |
| 2008 | Héroes              | Teen Choice Awards                       | Actriz de televisión: Aventura de acción                                                       | Ganadora  |
| 2008 | Héroes              | Premios Saturn                           | Mejor actriz de reparto en televisión                                                          | Nominada  |
| 2009 | Héroes              | Premios Saturn                           | Mejor actriz de reparto en televisión                                                          | Nominada  |
| 2010 | Héroes              | Premios Saturn                           | Mejor actriz de reparto en televisión                                                          | Nominada  |
| 2012 | Nashville           | Premios Satellite                        | Mejor actriz – Serie de televisión dramática                                                   | Nominada  |
| 2012 | Nashville           | Premios Globo de Oro                     | Mejor actriz de reparto - Serie, miniserie o película para televisión                          | Nominada  |

## Discografía

### Sencillos
| Año                                         | Sencillo       | Posiciones máximas en el historial | Posiciones máximas en el historial | Posiciones máximas en el historial | Posiciones máximas en el historial | Álbum                                     |
| Año                                         | Sencillo       | Hot Country Songs                  | Country Airplay                    | Billboard Hot 100                  | Pop 100                            | Álbum                                     |
| ------------------------------------------- | -------------- | ---------------------------------- | ---------------------------------- | ---------------------------------- | ---------------------------------- | ----------------------------------------- |
| 2008                                        | «Wake Up Call» | —                                  | —                                  | 125                                | 97                                 | Canción sin álbum                         |
| 2012                                        | «Telescope»    | 36                                 | 33                                 | —                                  | —                                  | The Music of Nashville: Season 1 Volume 1 |
| "—" indica lanzamientos que no posicionaron |                |                                    |                                    |                                    |                                    |                                           |

Otras canciones en el historial
| Año                                         | Sencillo                          | Posiciones máximas en el historial | Posiciones máximas en el historial | Álbum                                     |
| Año                                         | Sencillo                          | Hot Country Songs                  | Billboard Hot 100                  | Álbum                                     |
| ------------------------------------------- | --------------------------------- | ---------------------------------- | ---------------------------------- | ----------------------------------------- |
| 2012                                        | «Love Like Mine»                  | 43                                 | —                                  | The Music of Nashville: Season 1 Volume 1 |
| 2012                                        | «Undermine» (con Charles Esten)A  | 35                                 | 116                                | The Music of Nashville: Season 1 Volume 1 |
| 2012                                        | «For Your Glory»                  | 46                                 | —                                  | Canción sin álbum                         |
| 2012                                        | «Wrong Song» (con Connie Britton) | 39                                 | —                                  | The Music of Nashville: Season 1 Volume 1 |
| 2013                                        | «Boys and Buses»                  | 44                                 | —                                  | Canciones sin álbum                       |
| 2013                                        | «Consider Me»                     | 37                                 | —                                  | Canciones sin álbum                       |
| 2013                                        | «I'm a Girl»                      | 43                                 | —                                  | Canciones sin álbum                       |
| "—" indica lanzamientos que no posicionaron |                                   |                                    |                                    |                                           |

- ANo entró en los Hot 100 pero se posicionó en los Bubbling Under Hot 100 Singles.

### Videos musicales
| Año  | Video                   | Director          |
| ---- | ----------------------- | ----------------- |
| 2004 | «My Hero is You»        |                   |
| 2004 | «Someone Like You»      |                   |
| 2005 | «I Fly»                 |                   |
| 2006 | «I Still Believe»       |                   |
| 2008 | «Wake Up Call»          | Chris Applebaum   |
| 2011 | «I Can Do It Alone»     |                   |
| 2012 | «Telescope»             | TK McKamy         |
| 2013 | «Fame»                  | Richard Madenfort |
| 2013 | «The Fabric of My Life» | Pam Thomas        |

### Bandas sonoras y compilaciones
| Año  | Canción                               | Película/Disco                                                              |
| ---- | ------------------------------------- | --------------------------------------------------------------------------- |
| 2004 | «My Hero Is You»                      | Tiger Cruise y Disney Channel Hits: Take 2                                  |
| 2004 | «Someone Like You» (Feat. Watt White) | The Dust Factory                                                            |
| 2005 | «I Fly»                               | Ice Princess Soundtrack y Disney Girlz Rock                                 |
| 2006 | «Your New Girlfriend»                 | Girl Next Vol.1                                                             |
| 2007 | «Home»                                | Shanghai Kiss                                                               |
| 2007 | «I Still Believe»                     | Cinderella III: A Twist in Time                                             |
| 2007 | «Try»                                 | Music from and Inspired By Bridge to Terabithia y Disney Girlz Rock, Vol. 2 |
| 2007 | «Cruella de Vil»                      | DisneyMania 5                                                               |
| 2007 | «Go to Girl»                          | Girl Next Vol.2                                                             |
| 2011 | «I Can Do It Alone»                   | Hoodwinked Too! (Hood vs. Evil) [Original Motion Picture Soundtrack]        |
| 2011 | «Inseparable»                         | Hoodwinked Too! (Hood vs. Evil) [Original Motion Picture Soundtrack]        |
| 2012 | «Undermine» (con Charles Esten)       | The Music of Nashville: Season 1 Volume 1                                   |
| 2012 | «Wrong Song» (con Connie Britton)     | The Music of Nashville: Season 1 Volume 1                                   |
| 2012 | «Love Like Mine»                      | The Music of Nashville: Season 1 Volume 1                                   |
| 2012 | «Telescope (Radio Mix)»               | The Music of Nashville: Season 1 Volume 1                                   |